# Cantonul Fournels
Cantonul Fournels este un canton din arondismentul Mende, departamentul Lozère, regiunea Languedoc-Roussillon, Franța.

## Comune
- Albaret-le-Comtal
- Arzenc-d'Apcher
- Brion
- Chauchailles
- La Fage-Montivernoux
- Fournels (reședință)
- Noalhac
- Saint-Juéry
- Saint-Laurent-de-Veyrès
- Termes